# Tlenek ołowiu(II)
Tlenek ołowiu(II), PbO – nieorganiczny związek chemiczny, tlenek ołowiu na II stopniu utlenienia.
Znane są dwie odmiany tlenku ołowiu:
- α-PbO (litargit, glejta ołowiana), czerwony, układ tetragonalny, trwały poniżej 489 °C
- β-PbO (masykot, massicot), żółty, układ rombowy, trwały powyżej 489 °C

## Otrzymywanie
Czerwoną odmianę tetragonalną można otrzymać przez wdmuchiwanie powietrza do roztopionego ołowiu, w temperaturze powyżej temperatury topnienia PbO, a następnie powolne ochłodzenie:
2Pb + O2 → 2PbOtetr
Żółta odmiana rombowa powstaje jako produkt termicznego rozkładu azotanu lub węglanu ołowiu w temp. 300–350 °C. Nie następuje przejście w odmianę tetragonalną, gdyż szybkość przemiany w tej temperaturze jest zbyt niska:
2Pb(NO3)2 → 2PbOromb + 4NO2↑ + O2↑
PbCO3 → PbOromb + CO2↑
PbO wraz z Pb3O4 są produktami rozkładu termicznego ditlenku ołowiu, PbO2 (temp. >344 °C).

## Właściwości
Związek ten nie rozpuszcza się w wodzie, ma właściwości amfoteryczne i roztwarza się w kwasach i alkaliach:
PbO + 2H+ → Pb2+ + H2O
PbO + 2OH− → [PbO2]2− + H2O
PbO dobrze rozpuszcza się w wodnych roztworach octanu ołowiu(II):
PbO + Pb(CH3COO)2 + H2O → 2 Pb(CH3COO)OH
albo:
PbO + Pb(CH3COO)2 + H2O → Pb(CH3COO)2·Pb(OH)2

## Zastosowanie
Jest stosowany do produkcji szkła ołowiowego, jako surowiec barwiący do produkcji farb, a także do wyrobu kitu, oraz do otrzymywania innych związków chemicznych ołowiu.